# Ohmden
Ohmden è un comune tedesco di 1 714 abitanti, situato nel land del Baden-Württemberg.